# Elodea
Elodea é um género de plantas aquáticas da família das Hydrocharitaceae.

## Espécies
- Elodea bifoliata  H.St.John
- Elodea callitrichoides (Rich.) Casp.
- Elodea canadensis  Michx.
- Elodea granatensis  Humb. & Bonpl.
- Elodea nuttallii  (Planch.) H.St.John
- Elodea potamogeton  (Bertero) Espinosa